# Xanthoparmelia dysprosa
Xanthoparmelia dysprosa är en lavart som beskrevs av Brusse & M. D. E. Knox. Xanthoparmelia dysprosa ingår i släktet Xanthoparmelia och familjen Parmeliaceae.   Inga underarter finns listade i Catalogue of Life.